# Théâtre de la guilde du Huguang
Le Théâtre de la guilde du Huguang (chinois : 湖广会馆 ; pinyin : Húguǎng huìguǎn) à Pékin est un théâtre reconnu d'opéra de Pékin situé dans la capitale chinoise. Construit en 1807, le théâtre fait partie, à son heure de gloire, des quatre grands théâtres de Pékin. Beaucoup d'importants artistes passés et présent y ont joué.
Le 25 août 1912, le Parti chinois nationaliste (Kuomintang ou KMT) y est fondé pour unifier l'alliance révolutionnaire, dirigée par Sun Yat-sen, et cinq partis pro-révolutionnaires plus petits. Ils forment ensemble le KMT pour se présenter aux premières élections nationales en République de Chine. Le théâtre accueille à cette occasion plusieurs centaines d'activistes des différents partis et plusieurs milliers de spectateurs. Sun, le premier ministre de la République de Chine, est choisi comme secrétaire du parti, avec Huang Xing comme suppléant.
L'ensemble du complexe couverte une importante surface et les principaux bâtiments du théâtre incluent l'opéra, le bâtiment Wenchang, le temple Xianxianet le hall Chuwan. Le théâtre est connu pour ses intérieurs magnifiques, colorés de rouge, vert et or, et affublés de tables et de sol en pierre. Il contient également un petit musée qui expose la riche histoire de l'opéra de Pékin.

## Galerie

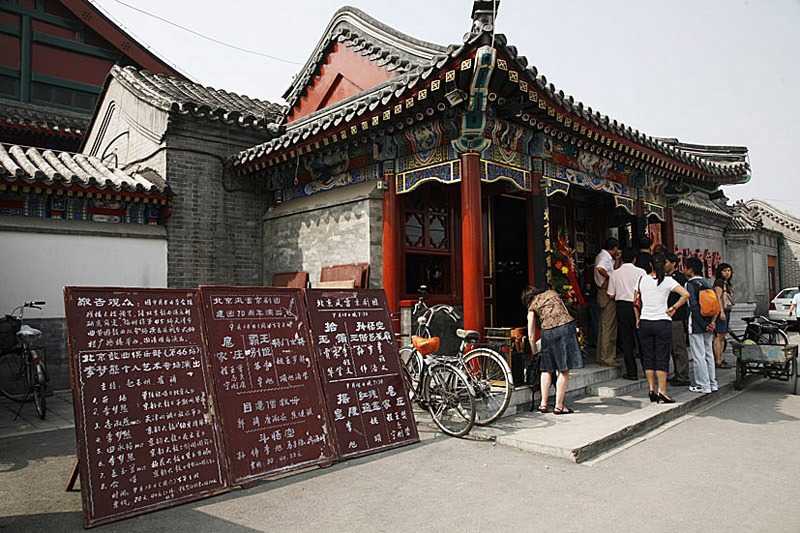
One of the entrance into the hall
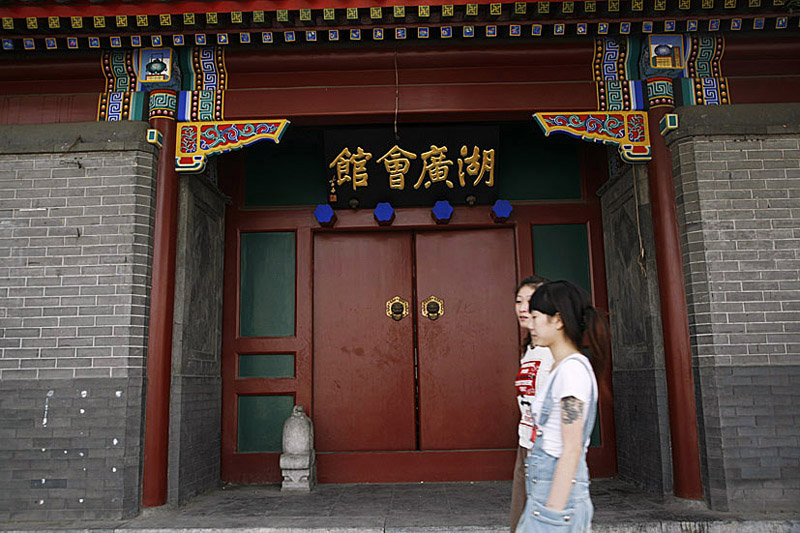